# Fairfield Porter
Pour les articles homonymes, voir Porter.
Fairfield Porter, né le 10 juin 1907 à Winnetka, dans l'Illinois (États-Unis) et mort le 18 septembre 1975 à Southampton, dans l'État de New York (États-Unis), est un peintre et critique d'art américain.

## Biographie
Fairfield Porter est le quatrième des cinq enfants de James Porter, un architecte, et de Ruth Furness Porter, poétesse issue d'une famille littéraire. Il est le frère du photographe Eliot Porter et le beau-frère du commissaire fédéral du Bureau of Reclamation Michael W. Straus.
Alors qu'il étudie à Harvard, Porter se spécialise en beaux-arts. Il poursuit ses études à l'Art Students League lorsqu'il s'installe à New York en 1928. Ses études le prédispose à produire un art socialement pertinent et, bien que les sujets allaient changer, il continue à produire des œuvres réalistes dans la suite de sa carrière. Il est critiqué et vénéré pour avoir continué son style de représentation au milieu du mouvement expressionniste abstrait.
Ses sujets sont principalement des paysages, des intérieurs domestiques et des portraits de famille, d'amis et d'autres artistes, dont beaucoup étaient affiliés à la New York School of Writers, dont John Ashbery, Frank O'Hara et James Schuyler. Beaucoup de ses peintures sont situés dans ou autour de la maison d'été familiale sur l'île Great Spruce Head, dans le Maine et la maison familiale au 49 South Main Street, à Southampton, dans l'État de New York.
Sa vision picturale, qui englobait une fascination pour la nature et la capacité de révéler l'extraordinaire dans la vie ordinaire, est fortement redevable aux peintres français Pierre Bonnard et Édouard Vuillard. John Ashbery a écrit à son sujet : « De manière caractéristique, [Porter] avait tendance à préférer les derniers Vuillards laineux aux premiers que tout le monde aime ».

## Travaux dans les collections publiques
Porter a légué environ 250 de ses œuvres au Parrish Art Museum,,
- Laurence at the Piano (1953), New Britain Museum of American Art.
- Katie and Anne (1955), Hirshhorn Museum and Sculpture Garden
- Still Life with Casserole (1955), Smithsonian American Art Museum
- Elaine de Kooning (1957), Metropolitan Museum of Art
- Frank O' Hara (1957), Toledo Museum of Art
- Maine Coast (1958), Metropolitan Museum of Art
- Chrysanthemums (1958), Wadsworth Atheneum
- Schwenk, (1959), Museum of Modern Art
- Children in a Field (1960), Whitney Museum of American Art
- Boathouses (1961), Hirshhorn Museum and Sculpture Garden
- The Garden Road (1962), Whitney Museum of American Art
- Jerry at the Piano (1962), Hirshhorn Museum and Sculpture Garden
- Jimmy and Liz (1963), Pennsylvania Academy of the Fine Arts
- The Screen Porch (1964), Whitney Museum of American Art
- Flowers by the Sea (1965), Museum of Modern Art
- Interior in Sunlight (1965), Brooklyn Museum
- The Mirror (1966), Nelson-Atkins Museum of Art
- Anne in a Striped Dress (1967), Parrish Art Museum
- Under the Elms (1971), Pennsylvania Academy of the Fine Arts
- Sunrise on South Main Street (1973), Metropolitan Museum of Art
- The Dock (1974–75), Farnsworth Art Museum
- Near Union Square--Looking up Park Avenue (1975), Metropolitan Museum of Art
- October Interior (1963), Crystal Bridges Museum of American Art
- Apple Blossoms I (1974), The Christmas Tree (1971), Street Scene (1969), Muscarelle Museum of Art[8]